# Xilogravura

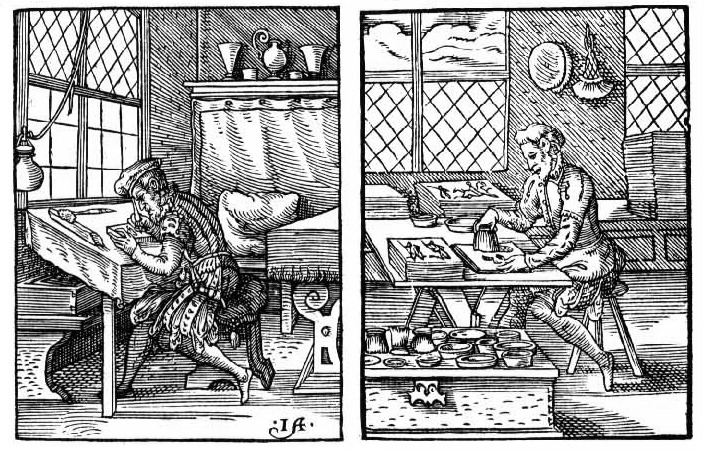
Xilogravuras do século XVI ilustrando a produção da xilogravura. No primeiro: Esboçando a gravura. Segundo: Usando um buril para cavar o bloco de madeira que receberá a tinta

Xilogravura é a técnica de gravura na qual se utiliza madeira como matriz e possibilita a reprodução da imagem gravada sobre o papel ou outro suporte adequado. É um processo muito parecido com um carimbo.
É uma técnica em que se entalha na madeira, com ajuda de um instrumento cortante, a figura ou forma (matriz) que se pretende imprimir. Após este procedimento, usa-se um rolo de borracha embebida em tinta, tocando só as partes elevadas do entalhe. O final do processo é a impressão em alto relevo em papel ou pano especial, que fica impregnado com a tinta, revelando a figura. Entre as suas variações do suporte pode-se gravar em linóleo (linoleogravura) ou qualquer outra superfície plana. Além de variações dentro da técnica, como a "xilogravura de topo".

## Técnica
As ferramentas básicas utilizadas para realizar o entalhe na xilogravura a fio são a faca ou bisturi, o formão e a goiva. Enquanto a ferramenta essencial para a xilografia de topo é o buril, que nada mais é que uma fina barra de aço que possibilita linhas retas e firmes na matriz. Uma ferramenta bem afiada proporciona resultados melhores e é mais fácil de manusear,  a afiação é realizada em pedra de amolar de granulação bem fina na qual se deve pingar algumas gotas de óleo, é importante ressaltar que cada tipo de lâmina exige modo de afiar específico.
Antes do entalhe, o gravador normalmente faz um  planejamento e estudo em uma folha comum, para passar a imagem pra matriz; pode ser feito com o lápis, desenhando diretamente na madeira ou por meio da transferência com o uso do papel carbono, essa escolha dependerá da intenção do xilógrafo.
| “ | Se entalho o desenho de uma montanha à direita, ele ficará à esquerda na gravura impressa; se quero criar uma linha negra, devo entalhar dois sulcos paralelos poupando a madeira entre eles: os sulcos preservarão o branco do papel e a madeira poupada originará uma linha negra na estampa | ” |
|   | — Antônio Costella, . |   |

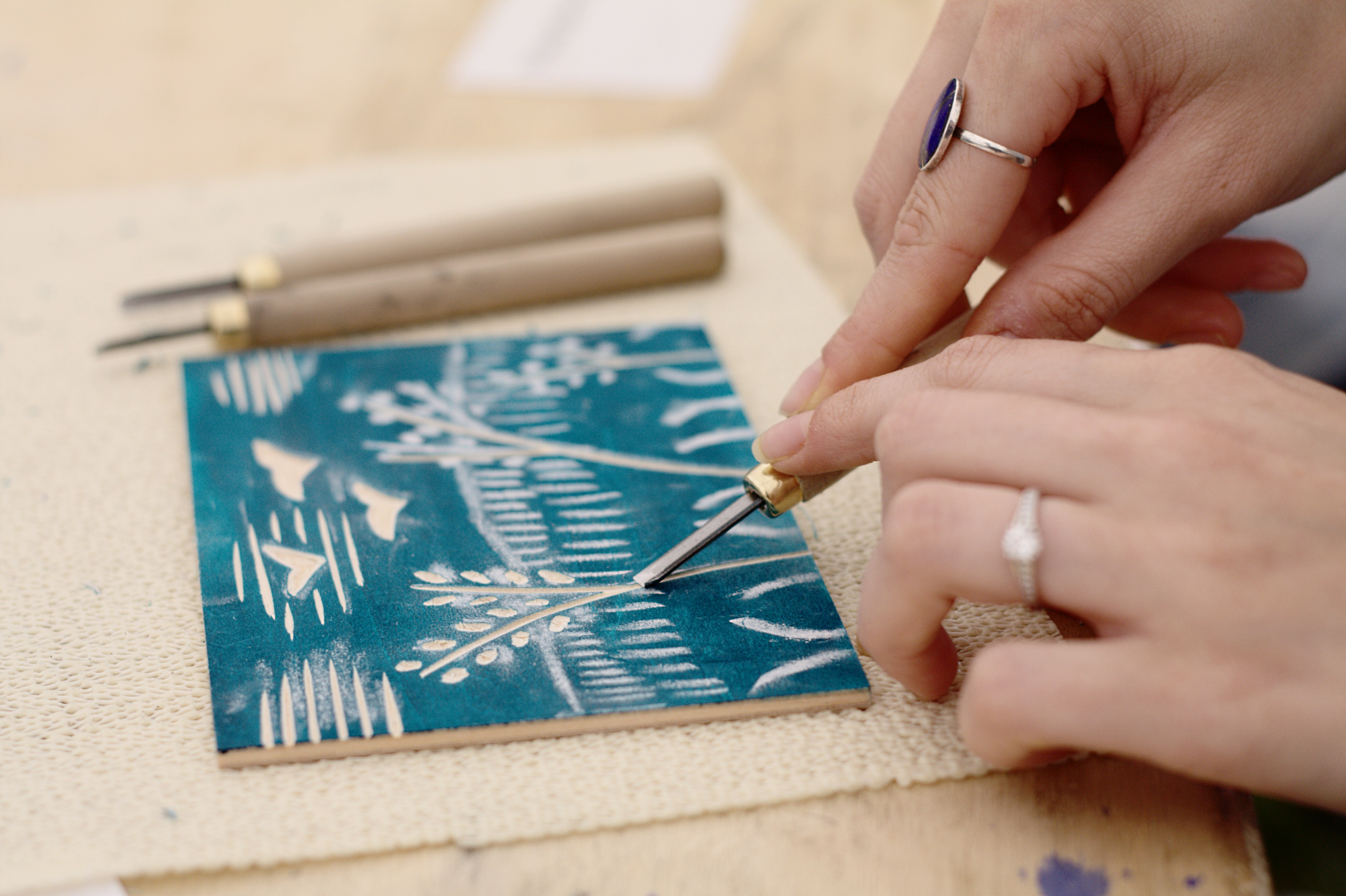
Entalhe em matriz de xilogravura

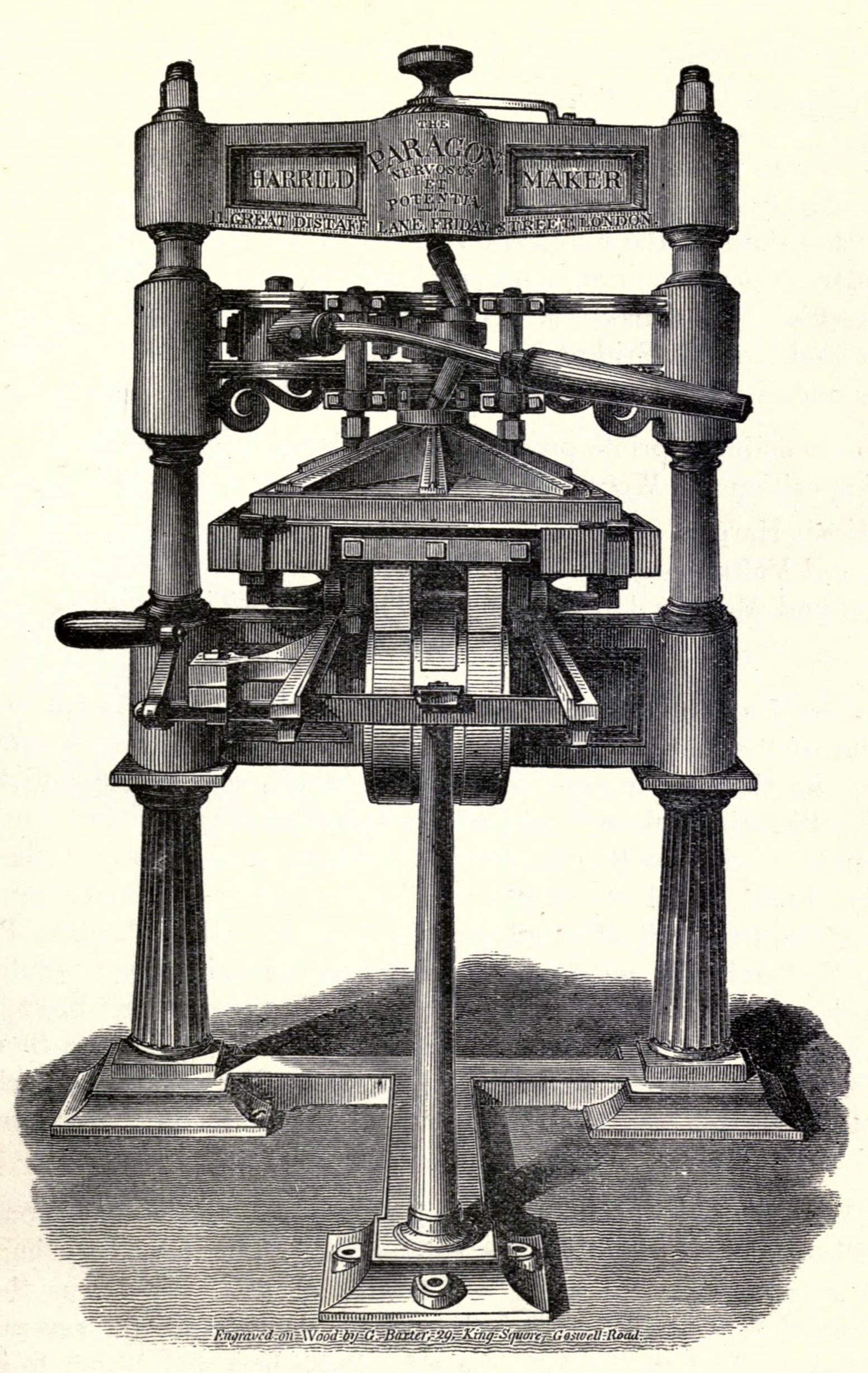
Prensa de impressão, 1829 xilogravura por George Baxter.

Ou seja, para que a impressão tenha o resultado mais próximo do que o xilógrafo almeja, é preciso se atentar aos seguintes fatores: a  imagem entalhada na matriz é impressa de modo espelhado, caso o artista  não queira o resultado invertido, basta primeiramente desenhar em uma folha comum, em seguida  passar o desenho para o papel vegetal no qual o será copiado por transparência, depois de copiado, basta inverter o desenho e passar para matriz com o papel carbono. Outro fator relevante é que todas as linhas que ficam em alto relevo terão contato com a tinta e as em baixo relevo não. 
A impressão deve ser feita com tinta específica para gravura a base de óleo ou água, antes de entintar a matriz é preciso estender a tinta em uma pedra de mármore ou vidro com o auxílio de uma espátula e um rolo de entintagem, depois que a tinta estiver espalhada uniformemente, ela deve ser aplicada na matriz com o rolo. Existem dois modos de transferir a tinta da matriz pro papel, a impressão à mão consiste em aplicar o papel escolhido sobre a matriz entintada e friccionar o verso do papel com o auxílio de uma colher de madeira ou baren, fazendo movimentos circulares, já a impressão com prensa pode ser feita na prensa rosca ou na prensa de cilindros, tornando o processo menos trabalhoso.

## História
A xilogravura é considerada uma das técnicas de impressão mais antigas, é de provável origem chinesa, sendo conhecida desde o século VI. Foi na China que se deu a invenção do papel, que possibilitou mais tarde a produção de impressões de textos sagrados do Budismo e estampagem de cartas de baralho. No ocidente, a técnica de fabricação do papel surgiu no século XIV, durante a Idade Média, quando se afirmou a técnica da xilogravura. No século XVIII duas inovações revolucionaram a xilogravura, a chegada à Europa das gravuras japonesas coloridas, que tiveram grande influência sobre as artes do século XIX, e a técnica da gravura de topo criada por Thomas Bewick.
No final do século XVIII Thomas Bewick teve a ideia de usar uma madeira mais dura como matriz e marcar os desenhos com o buril, instrumento usado para gravura em metal e que dava uma maior definição ao traço. Dessa maneira Bewick diminuiu os custos de produção de livros ilustrados e abriu caminho para a produção em massa de imagens pictóricas.

## Xilogravura popular brasileira

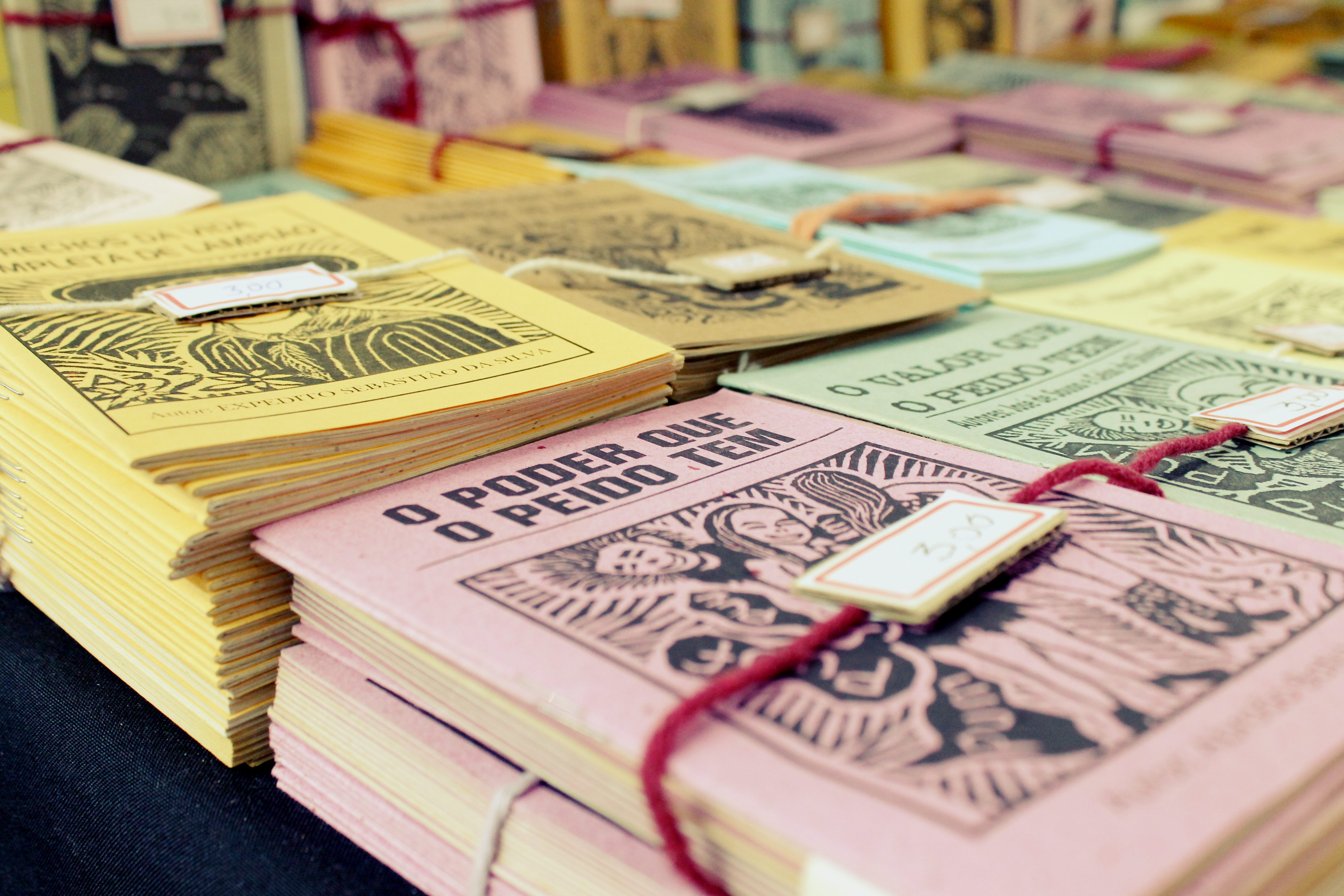
Literatura de Cordel

A xilogravura surgiu no Brasil  por volta do século XIX com a mudança da Família Real Portuguesa, num primeiro momento foi utilizada majoritariamente por artistas estrangeiros  para fins de ilustração de livros e anúncios. A técnica chegou na região do Nordeste no século XX, através dos jornais da época, a partir disso,  as ilustrações em xilogravura transformaram a expressão artística nordestina, ganhando grande destaque na literatura de cordel. Apesar de ter origem portuguesa, a xilogravura de cordel possui características estilísticas próprias, marcadas pela simplicidade e expressividade do traço, ainda por cima, é uma manifestação artística que comunica a identidade, cultura e a  história nordestina, em razão disso, tornou-se Patrimônio Cultural Imaterial Brasileiro no ano de 2018.
Entre os importantes xilógrafos populares brasileiros que provêm do cordel, estão: Gilvan Samico, José Costa Leite, J. Borges, Amaro Francisco e José Lourenço.